# Gig Harbor
La ville américaine de Gig Harbor est située dans le comté de Pierce, dans l’État de Washington. Elle comptait 7 126 habitants lors du recensement de 2010. 
Gig Harbor est l'une des nombreuses villes et villages se réclamant comme « la passerelle à la péninsule Olympique ». Grâce à sa proximité avec plusieurs États et parcs urbains, à un front de mer historique où l'on peut trouver des boutiques et des restaurants raffinés, la ville est devenue une destination touristique populaire. Gig Harbor est situé le long de la Route Nationale 16, à environ 10 km en partant du début de la route au niveau de l'autoroute Interstate 5, sur le Tacoma Narrows Bridge. Un projet de 1,2 milliard de dollars a été achevé en 2007 dans le but d'ajouter une deuxième travée au pont. Pendant les périodes de basse affluence du trafic, Tacoma peut être atteint en cinq minutes et Seattle en moins d'une heure.

## Géographie
Selon le Bureau du recensement des États-Unis, la ville a une superficie totale de 15,44 km², dont 15,41 km² de terre et 0,03 km² d'eau.

## Climat
Gig Harbor a un climat marin de la côte ouest. Les étés sont chauds et secs, le printemps et l'automne sont des périodes de transition et les hivers sont frais et humides avec de la neige de temps en temps.

## Source
- (en) Cet article est partiellement ou en totalité issu de l’article de Wikipédia en anglais intitulé « Gig Harbor, Washington » (voir la liste des auteurs).